# Cykelbud
Et cykelbud er en person, der leverer varer ved brug af en cykel. Ordet svajer er slang specifikt for et cykelbud, der kører på Longjohn, også kaldet svajercykel.
Cykelbud var et udbredt erhverv allerede i 1930'erne og under 2. verdenskrig.
Fra 1943 – 1960 blev der hvert år afholdt svajerløb. Frem til 1949 blev løbet afholdt i Emdrup, men resten af tiden blev løbet afholdt på Israels Plads i København. Her kørte cykelbudene løb mod fx kendisser. Gradvist uddøde cykelbudene, da deres arbejde enten blev overtaget af bude i biler eller afløst af telefon og telefaxen. I mindre omfang havde lokale købmænd eller brugser dog stadig udbringning af varer.
Med afsæt i en større miljøbevidsthed er der efter midt-firserne opstået cykelbuds-firmaer i mange storbyer. Her er et bud på cykel ofte konkurrencedygtig rent hastighedsmæssigt på grund af ensretning af trafikken, parkeringsrestriktioner, etc. Disse bude kører dog normalt på mountainbikes eller racercykler og har varerne i en rygsæk. Cykelbudene er mange steder hadet i trafikken fordi man ofte ser dem på fortovet, i den forkerte vejside eller mod ensretningen. Der har dog i perioder været meget fokus på dette, og problemerne er i bedring.

## Eksterne links
- Wikimedia Commons har flere filer relateret til Cykelbud
- Svajerløbet i dag.